# 隅田知一郎
隅田 知一郎（すみだ ちひろ、1999年8月20日 - ）は、長崎県大村市出身のプロ野球選手（投手）。左投左打。埼玉西武ライオンズ所属。

## 経歴

### プロ入り前
大村市立西大村小学校2年生のときに軟式野球を始め、大村市立西大村中学校軟式野球部に所属。
長崎県立波佐見高等学校に進学し、1年時からベンチ入り。2年秋にエースとなったが、左肘を疲労骨折し離脱した。復帰後は背番号10でベンチ入りし、3年夏の長崎大会で優勝した。第99回全国高等学校野球選手権大会に出場し、開幕戦となった彦根東との1回戦に先発登板。8回まで4失点の粘投を見せたが、1点リードの9回裏に同点に追い付かれ、なおもピンチを招いて降板、救援投手が打たれてしまいチームはサヨナラ負けを喫した。
西日本工業大学工学部に進学し、1年春からベンチ入り。4年春には全日本大学野球選手権大会に出場、上武大学との1回戦に先発登板して14奪三振を記録したが、ブライト健太に許したソロ本塁打が決勝点となり敗れた。その後、2021年9月1日にプロ志望届を提出。大学最終登板となった10月3日の日本文理大学との対戦では7回無失点、11奪三振の好投で勝利投手となった。リーグ戦通算で14勝を記録した。
「大学No.1投手」として注目を集める中で、2021年10月11日に開催されたドラフト会議では、埼玉西武ライオンズ、広島東洋カープ、読売ジャイアンツ、東京ヤクルトスワローズの4球団から1位指名を受け抽選の結果、西武が隅田の交渉権を獲得し、11月2日に契約金1億円＋出来高払い5000万円・年俸1600万円で入団に合意した（金額は推定）。背番号は16。担当スカウトは岳野竜也。

### 西武時代
2022年、球団の新人では牧田和久（2011年）以来となる開幕ローテーション入りを果たし、3月26日のオリックス・バファローズ戦でプロ初登板初先発を果たす。7回1安打3四球5奪三振無失点、二塁すら踏ませない好投でプロ初勝利を挙げた。続く4月2日の千葉ロッテマリーンズ戦では5回7安打3失点（自責点2）でプロ初黒星を喫すると、以降は試合を作りながらも白星が付かずに黒星が先行した。交流戦に入ると投球内容が悪化し、6月2日の阪神タイガース戦では5回12安打3失点（自責点1）、続く同9日の読売ジャイアンツ戦では5回途中9安打3失点で自身7連敗となり、翌6月10日に出場選手登録を抹消された。その後は二軍調整が続き、フレッシュオールスターに選出されたものの、7月15日に無症状ながらも新型コロナウイルス陽性判定を受け出場を辞退した。しかし8月3日の二軍戦で実戦復帰すると、チーム事情もあって中継ぎとして8月16日に一軍へ昇格し、翌17日の福岡ソフトバンクホークス戦でプロ初のリリーフ登板となり、3回1/3を無失点と好投した。なお、隅田は8月24日のロッテ戦でもロングリリーフを務めたが、3イニング目に決勝の2点適時打を許して敗戦投手となった。同31日の北海道日本ハムファイターズ戦で約3か月ぶりの一軍先発登板となるも、5回2失点で勝敗は付かず、続く9月7日のロッテ戦では4回7安打4失点で敗戦投手となり、さらに同14日のソフトバンク戦では初回に打者一巡の猛攻を打たれ、6安打1四球で5失点。2回以降は立ち直り、7回まで無失点に抑えるも敗戦投手となりパ・リーグの新人としては史上初の10連敗を喫した。翌9月15日に出場選手登録を抹消され、その後の一軍登板は果たせずにレギュラーシーズンを終え、1年目は一軍で16試合（14先発）に登板し、1勝10敗・防御率3.75という成績であった。オフには、400万円増となる推定年俸2000万円で契約を更改した。
2023年は2年連続で開幕ローテーション入りし、開幕5試合目の東北楽天ゴールデンイーグルス戦でシーズン初登板初先発となり、6回1失点と好投したものの打線の援護がなく敗戦投手となった。続く4月12日のロッテ戦でも5回2/3を5失点で敗戦投手となり、「シーズンを跨いだ最長連敗」の球団記録を更新する自身12連敗を喫した。ただ、同19日のソフトバンク戦では6回1失点と好投し、389日ぶり（プロ初登板以来）の白星となるシーズン初勝利を挙げた。5月に入ると、3戦3敗を喫して5月22日に出場選手登録を抹消されたが、6月9日の東京ヤクルトスワローズ戦に先発すると、5回1失点に抑えて交流戦初勝利。同25日の楽天戦では5回無失点に抑え、ビジター初勝利も挙げた。7月17日の日本ハム戦で6回6安打1四球12奪三振2失点（勝利投手）と好投し、プロ初の2桁奪三振を記録。8月9日の日本ハム戦では9回132球5安打2四球11奪三振無失点の熱投でプロ初完投・初完封勝利を挙げた。一軍再昇格後はシーズン終了まで先発ローテーションを守り、この年は22試合の先発登板で9勝10敗・防御率3.44を記録。シーズン終了後は第2回アジアチャンピオンシップ（詳細後述）に出場し、オフに倍増となる推定年俸4000万円で契約を更改した。
2024年は開幕前に日本代表強化試合（詳細後述）へ出場し、レギュラーシーズンでは3年連続で開幕ローテーション入り。6月12日の広島東洋カープ戦ではシーズン初完封でチームの8連敗を止め、同22日のオリックス戦でも7回1失点の好投でチームの5連敗を止めた。一方、自身が敗戦投手となった試合ではストレートを痛打される場面が目立ち、特に5月15日の日本ハム戦ではストレートで2被弾を喫するなど、3回2/3を投げて自己ワーストタイの6失点。7月14日の登板を終えた時点では、15試合の先発登板で6勝7敗・防御率3.23という成績であった。ただ、続く同21日のソフトバンク戦では緩急自在の投球で9回1失点（完投負け）と好投すると、その後も緩急を生かした投球、ときには変化球主体の投球で好投を続け、8月は月間4先発で防御率1.80を記録。9月4日のオリックス戦では自己最速の155km/hを計測しながらも要所での制球が甘く、5回11安打4失点で敗戦投手となったが、この試合で自身初の規定投球回に到達し、その後は4試合連続HQSでシーズンを終えた。この年は一度も登録抹消されることなく先発ローテーションを守り、26試合の先発登板で9勝10敗・防御率2.76を記録。シーズン終了後には第3回プレミア12（詳細後述）に出場し、オフに5000万円増となる推定年俸9000万円で契約を更改した。
2025年も開幕ローテーション入りし、楽天との開幕2カード目の初戦に先発予定であったものの、雨天中止。翌日にスライド予定となったが、この試合も雨天中止となり、4月5日のソフトバンク戦でシーズン初登板初先発となり、7回2失点でシーズン初勝利を挙げた。同19日のソフトバンク戦では9回4安打無四死球9奪三振無失点の快投でシーズン初完封。4月は4試合に先発登板し、リーグトップの4勝・防御率0.58と好成績を収め、自身初の月間MVPを受賞した。6月終了時点では12試合に先発登板し、7勝3敗・防御率1.52と好成績を収め、監督選抜で初のオールスターに選出。球宴第2戦の2回裏、二死二・三塁の場面で同僚の今井達也の後を受け、今井の残した走者を適時打で1人還したものの、隅田自身は1回1/3を無失点であった。

## 代表経歴

### 第2回アジアチャンピオンシップ
2023年10月24日、第2回アジアチャンピオンシップの日本代表に選出されたことが発表された。先発として起用され、本戦では1次リーグの韓国戦に先発。7回3安打1死球7奪三振無失点の快投で勝利投手となり、日本の同大会2連覇に貢献した。また、同大会のベストナインにも輝いた。

### 第3回プレミア12
2024年2月14日、日本代表強化試合「カーネクスト 侍ジャパンシリーズ 2024 日本vs欧州代表」のメンバーに選出されたことが発表された。3月7日の第2戦で6回裏から5番手として登板すると、いきなり3者連続3球三振を奪うなど、2回4奪三振の完全投球と好投した。
同年10月9日、第3回プレミア12の日本代表に選出されたことが発表された。同大会では4試合のリリーフ登板で2勝0敗・防御率2.25。8イニングを投げて16奪三振を記録するなど、中継ぎとして大車輪の活躍を見せた。

## 選手としての特徴
| 球種           | 配分 % | 平均球速 km/h | 被打率 |
| -------------- | ------ | ------------- | ------ |
| ストレート     | 42.0   | 145.9         | .297   |
| チェンジアップ | 18.3   | 122.2         | .157   |
| カーブ         | 17.6   | 115.5         | .264   |
| フォーク       | 13.3   | 133.0         | .187   |
| カットボール   | 06.2   | 132.0         | .381   |
| スライダー     | 02.6   | 125.4         | .222   |

グラブから始動する上半身主導の投球フォームから、カーブ、スライダー、カットボール、スプリット、チェンジアップ、ツーシームと多彩な球種を操る。ストレートの最速は155km/hを計測している。
本人が最も自慢とする球種はチェンジアップ。第2回アジアチャンピオンシップでチームメイトであった中村優斗が「今まで見たチェンジアップと違い、止まってから落ちる」と評したように、ブレーキが効いていて落差もあるという独特な軌道であり、本人も「すごく特殊なのかなと思います」と自負する。2024年シーズンでは12球団トップのwCH10.8を記録した。

## 人物
西武の若獅子寮に入寮する際、実家のある長崎に財布を忘れたまま羽田空港まで着いてしまい、担当スカウトの岳野からは1万円を借りざるを得ない状況となってしまった。当時、西武の辻発彦監督は隅田のこの出来事に対し、「大物というか、ワクワクしていたのかな、やっぱり。いいエピソードですよ」と思わず笑顔で話した。
西武入団にあたり、プロ用にオリジナルのグラブを発注。外面が青色で捕球面が濃紺のツートンカラーだったが紅白戦での登板後、審判から投手のグラブに関する規定に抵触し、試合で使用できないことを伝えられた。
高校時代から寝るときには何かを抱いているため、入寮時には西川の抱き枕を購入した。
小学生時代は中日ドラゴンズのファンで、当時のエースである川上憲伸が憧れの存在だった。
2024年1月、一般女性と入籍した。

## 詳細情報

### 年度別投手成績
| 年 度     | 球 団     | 登 板 | 先 発 | 完 投 | 完 封 | 無 四 球 | 勝 利 | 敗 戦 | セ 丨 ブ | ホ 丨 ル ド | 勝 率 | 打 者 | 投 球 回 | 被 安 打 | 被 本 塁 打 | 与 四 球 | 敬 遠 | 与 死 球 | 奪 三 振 | 暴 投 | ボ 丨 ク | 失 点 | 自 責 点 | 防 御 率 | W H I P |
| --------- | --------- | ----- | ----- | ----- | ----- | -------- | ----- | ----- | -------- | ----------- | ----- | ----- | -------- | -------- | ----------- | -------- | ----- | -------- | -------- | ----- | -------- | ----- | -------- | -------- | ------- |
| 2022      | 西武      | 16    | 14    | 0     | 0     | 0        | 1     | 10    | 0        | 0           | .091  | 357   | 81.2     | 90       | 4           | 30       | 0     | 1        | 73       | 4     | 0        | 38    | 34       | 3.75     | 1.47    |
| 2023      | 西武      | 22    | 22    | 2     | 1     | 0        | 9     | 10    | 0        | 0           | .474  | 554   | 131.0    | 123      | 11          | 41       | 0     | 7        | 128      | 2     | 0        | 52    | 50       | 3.44     | 1.25    |
| 2024      | 西武      | 26    | 26    | 2     | 1     | 0        | 9     | 10    | 0        | 0           | .474  | 719   | 179.1    | 161      | 11          | 35       | 1     | 3        | 154      | 5     | 0        | 56    | 55       | 2.76     | 1.09    |
| 通算：3年 | 通算：3年 | 64    | 62    | 4     | 2     | 0        | 19    | 30    | 0        | 0           | .388  | 1630  | 392.0    | 374      | 26          | 106      | 1     | 11       | 355      | 11    | 0        | 146   | 139      | 3.19     | 1.22    |

- 2024年度シーズン終了時
- 各年度の太字はリーグ最高

### 年度別守備成績
| 年 度 | 球 団 | 投手  | 投手  | 投手  | 投手  | 投手  | 投手     |
| 年 度 | 球 団 | 試 合 | 刺 殺 | 補 殺 | 失 策 | 併 殺 | 守 備 率 |
| ----- | ----- | ----- | ----- | ----- | ----- | ----- | -------- |
| 2022  | 西武  | 16    | 4     | 9     | 0     | 0     | 1.000    |
| 2023  | 西武  | 22    | 8     | 12    | 1     | 1     | .952     |
| 2024  | 西武  | 26    | 7     | 28    | 2     | 2     | .946     |
| 通算  | 通算  | 64    | 19    | 49    | 3     | 3     | .958     |

- 2024年度シーズン終了時
- 各年度の太字はリーグ最高

### 表彰
- アジア プロ野球チャンピオンシップベストナイン：1回（2023年）
- 月間MVP：1回（投手部門：2025年3・4月[120])

### 記録
初記録
投手記録
- 初登板・初先発登板・初勝利・初先発勝利：2022年3月26日、対オリックス・バファローズ2回戦（ベルーナドーム）、7回無失点[15]
- 初奪三振：同上、1回表に宗佑磨から空振り三振
- 初完投・初完投勝利・初完封：2023年8月9日、対北海道日本ハムファイターズ16回戦（エスコンフィールドHOKKAIDO）、9回無失点[55]

打撃記録
- 初打席：2022年5月26日、対中日ドラゴンズ3回戦（バンテリンドーム ナゴヤ）、3回表に松葉貴大から見逃し三振

その他の記録
- シーズン10連敗：2022年4月2日 - 同年9月14日 ※新人では史上3人目、パ・リーグ史上初[121]
- マダックス：1回（2024年6月12日、対広島東洋カープ戦）
- オールスターゲーム出場：1回（2025年）

### 背番号
- 16（2022年[12] - ）

### 代表歴
- 2023 アジア プロ野球チャンピオンシップ 日本代表
- 2024 WBSCプレミア12 日本代表